# Wolfgang Dziony
Wolfgang Dziony (ur. 29 sierpnia 1949 w Hanowerze) – były perkusista grupy Scorpions, nagrał z tym zespołem płytę Lonesome Crow. W roku 1973 zastąpił go w Scorpions Jürgen Rosenthal.